# Csajok (televíziós sorozat, 2012)
A Csajok (eredeti cím: Girls) 2012 és 2017 között futott amerikai televíziós sorozat. A műsor alkotója Lena Dunham, a történet pedig egy csapat huszonéves, New York-i nő életébe enged betekintést. A főszerepet szintén Dunham játszotta, mellette a főbb szerepekben megtalálható Allison Williams, Jemima Kirke, Zosia Mamet és Adam Driver.
A sorozatot az Amerikai Egyesült Államokban az HBO adta 2012. április 15. és 2017. április 16. között. Magyarországon szintén a hazai HBO mutatta be 2012. június 5-én, később az HBO 2 és az HBO Comedy ismételte. Később, 2012. december 12-én DVD-n is kiadták az első évadot.

## Cselekmény
Hannah Horvath egy huszonéves, feltörekvő író Michiganből, aki folyamatosan rosszabbnál rosszabb döntéseket hoz. A Brooklynnba költözött lány szülei anyagi segítségével élte mindennapjait, amíg ők meg nem unják ezt és megvonják ezt tőle. Hannah így kénytelen lesz a saját lábán boldogulni, amiben segítenek barátnői is: a legjobb barátnője és lakótársa, Marnie; a bohém és kiszámíthatatlan Jessa; valamint a naív Shoshanna.

## Szereplők
| Szereplő         | Színész            | Magyar hang   |
| ---------------- | ------------------ | ------------- |
| Hannah Horvath   | Lena Dunham        | Földes Eszter |
| Marnie Michaels  | Allison Williams   | Pálmai Anna   |
| Adam Sackler     | Adam Driver        | Radnai Márk   |
| Jessa Johansson  | Jemima Kirke       | Tarr Judit    |
| Charlie          | Christopher Abbott | Márkus Sándor |
| Beatrix Lavoyt   | Mackenzie Grey     | Jelinek Éva   |
| Lola Lavoyt      | Clare Foley        | Koller Virág  |
| Jeff Lavoyt      | James LeGros       | Pál András    |
| Katherine Lavoyt | Kathryn Hahn       | Mezei Kitty   |
| Loreen Horvath   | Becky Ann Baker    | Kocsis Judit  |
| Tad Horvath      | Peter Scolari      |               |

## Évados áttekintés
| Évad | Évad | Epizódok | Eredeti sugárzás  | Eredeti sugárzás  | Eredeti adó | Magyar sugárzás   | Magyar sugárzás    | Magyar adó |
| Évad | Évad | Epizódok | Évadpremier       | Évadfinálé        | Eredeti adó | Évadpremier       | Évadfinálé         | Magyar adó |
| ---- | ---- | -------- | ----------------- | ----------------- | ----------- | ----------------- | ------------------ | ---------- |
|      | 1    | 10       | 2012. április 15. | 2012. június 17.  | HBO         | 2012. június 5.   | 2012. augusztus 7. | HBO        |
|      | 2    | 10       | 2013. január 13.  | 2013. március 17. | HBO         | 2013. február 5.  | 2013. április 9.   | HBO        |
|      | 3    | 12       | 2014. január 12.  | 2014. március 23. | HBO         | 2014. február 25. | 2014. május 13.    | HBO        |
|      | 4    | 10       | 2015. január 11.  | 2015. március 22. | HBO         | 2015. január 12.  | 2015. március 23.  | HBO        |
|      | 5    | 10       | 2016. február 21. | 2016. április 17. | HBO         | 2016. február 22. | 2016. április 18.  | HBO        |
|      | 6    | 10       | 2017. február 12. | 2017. április 16. | HBO         | 2017. február 13. | 2017. április 17.  | HBO        |

## Díjak és jelölések
| Díj                                   | Év   | Kategória                                               | Jelölt | Eredmény | Forrás |
| ------------------------------------- | ---- | ------------------------------------------------------- | --- | -------- | ------ |
| American Cinema Editors Awards        | 2013 | Legjobb vágás félórás televíziós sorozatban             | Robert Frazen, Catherine Haight ("Pilot")                                                                                | Jelölve  | [ 9 ]  |
| American Comedy Awards                | 2014 | Legjobb színésznő vígjátéksorozatban                    | Lena Dunham | Jelölve  | [ 10 ] |
| American Film Institute Awards        | 2012 | Az év műsora                                            | Csajok | Elnyerte | [ 11 ] |
| Art Directors Guild Awards            | 2013 | Legjobb látványtervezés félórás televíziós sorozatban   | Judy Becker, Heather Loeffler, Laura Ballinger, Patricia Sprott                                                          | Elnyerte | [ 12 ] |
| Artios Awards                         | 2012 | Legjobb casting vígjátéksorozatban                      | Jennifer Euston | Elnyerte | [ 13 ] |
| Artios Awards                         | 2012 | Legjobb casting vígjátéksorozat bevezető részében       | Jennifer Euston | Elnyerte | [ 13 ] |
| Artios Awards                         | 2013 | Legjobb casting vígjátéksorozatban                      | Jennifer Euston | Elnyerte | [ 14 ] |
| Artios Awards                         | 2015 | Legjobb casting vígjátéksorozatban                      | Jennifer Euston | Jelölve  | [ 15 ] |
| Artios Awards                         | 2017 | Legjobb casting vígjátéksorozatban                      | Jennifer Euston, Emer O’Callaghan                                                                                        | Jelölve  | [ 16 ] |
| Artios Awards                         | 2018 | Legjobb casting vígjátéksorozatban                      | Jennifer Euston | Jelölve  | [ 17 ] |
| ASTRA Awards                          | 2013 | Legjobb nemzetközi drámasorozat                         | Csajok | Jelölve  | [ 18 ] |
| British Academy Television Awards     | 2013 | Legjobb nemzetközi műsor                                | Csajok | Elnyerte | [ 19 ] |
| Costume Designers Guild Awards        | 2013 | Legjobb jelmeztervezés kortárs televíziós sorozatban    | Jennifer Rogien | Jelölve  | [ 20 ] |
| Critics' Choice Awards                | 2012 | Legjobb vígjátéksorozat                                 | Csajok | Jelölve  | [ 21 ] |
| Critics' Choice Awards                | 2012 | Legjobb női főszereplő vígjátéksorozatban               | Lena Dunham | Jelölve  | [ 21 ] |
| Critics' Choice Awards                | 2012 | Legjobb vendégszereplő vígjátéksorozatban               | Becky Ann Baker | Jelölve  | [ 21 ] |
| Critics' Choice Awards                | 2012 | Legjobb vendégszereplő vígjátéksorozatban               | Peter Scolari | Jelölve  | [ 21 ] |
| Critics' Choice Awards                | 2013 | Legjobb női főszereplő vígjátéksorozatban               | Lena Dunham | Jelölve  | [ 22 ] |
| Critics' Choice Awards                | 2013 | Legjobb férfi mellékszereplő vígjátéksorozatban         | Alex Karpovsky | Jelölve  | [ 22 ] |
| Critics' Choice Awards                | 2013 | Legjobb vendégszereplő vígjátéksorozatban               | Patrick Wilson | Jelölve  | [ 22 ] |
| Critics' Choice Awards                | 2014 | Legjobb vendégszereplő vígjátéksorozatban               | Andrew Rannells | Jelölve  | [ 23 ] |
| Critics' Choice Awards                | 2015 | Legjobb férfi mellékszereplő vígjátéksorozatban         | Adam Driver | Jelölve  | [ 24 ] |
| Critics' Choice Awards                | 2015 | Legjobb vendégszereplő vígjátéksorozatban               | Becky Ann Baker | Jelölve  | [ 24 ] |
| Critics' Choice Awards                | 2016 | Legjobb női mellékszereplő vígjátéksorozatban           | Allison Williams | Jelölve  | [ 25 ] |
| Directors Guild of America Awards     | 2013 | Legjobb rendezés vígjátéksorozatban                     | Lena Dunham ("Pilot") | Elnyerte | [ 26 ] |
| Dorian-díj                            | 2013 | Az év vígjátéksorozata                                  | Csajok | Elnyerte | [ 27 ] |
| Dorian-díj                            | 2013 | Az év színésznője televíziós sorozatban                 | Lena Dunham | Jelölve  | [ 27 ] |
| Dorian-díj                            | 2014 | Az év vígjátéksorozata                                  | Csajok | Elnyerte | [ 27 ] |
| Peabody-díj                           | 2012 | Kitüntetés                                              | Kitüntetés | Elnyerte | [ 28 ] |
| Golden Globe-díj                      | 2013 | Legjobb televíziós komédia- vagy musicalsorozat         | Csajok | Elnyerte | [ 29 ] |
| Golden Globe-díj                      | 2013 | Legjobb női főszereplő (musical- vagy vígjátéksorozat)  | Lena Dunham | Elnyerte | [ 29 ] |
| Golden Globe-díj                      | 2014 | Legjobb televíziós komédia- vagy musicalsorozat         | Csajok | Jelölve  | [ 29 ] |
| Golden Globe-díj                      | 2014 | Legjobb női főszereplő (musical- vagy vígjátéksorozat)  | Lena Dunham | Jelölve  | [ 29 ] |
| Golden Globe-díj                      | 2015 | Legjobb televíziós komédia- vagy musicalsorozat         | Csajok | Jelölve  | [ 29 ] |
| Golden Globe-díj                      | 2015 | Legjobb női főszereplő (musical- vagy vígjátéksorozat)  | Lena Dunham | Jelölve  | [ 29 ] |
| Gracie Allen-díj                      | 2013 | Legjobb rendező szórakoztató műsorban                   | Lena Dunham | Elnyerte | [ 30 ] |
| Guild of Music Supervisors Awards     | 2013 | Legjobb zene vígjáték- vagy musicalsorozatban           | Manish Raval, Tom Wolfe                                                                                                  | Elnyerte | [ 31 ] |
| Guild of Music Supervisors Awards     | 2014 | Legjobb zene vígjáték- vagy musicalsorozatban           | Manish Raval, Tom Wolfe                                                                                                  | Jelölve  | [ 32 ] |
| Guild of Music Supervisors Awards     | 2015 | Legjobb zene vígjáték- vagy musicalsorozatban           | Manish Raval, Tom Wolfe                                                                                                  | Jelölve  | [ 33 ] |
| Guild of Music Supervisors Awards     | 2016 | Legjobb zene vígjáték- vagy musicalsorozatban           | Manish Raval, Tom Wolfe, Jonathan Leahy                                                                                  | Jelölve  | [ 34 ] |
| Guild of Music Supervisors Awards     | 2016 | Legjobb dal írott televíziós műsorban                   | Michael Penn, Allison Williams, Manish Raval, Tom Wolfe, Jonathan Leahy ("Riverside")                                    | Jelölve  | [ 34 ] |
| Guild of Music Supervisors Awards     | 2017 | Legjobb zene vígjáték- vagy musicalsorozatban           | Manish Raval, Tom Wolfe, Jonathan Leahy                                                                                  | Jelölve  | [ 35 ] |
| Guild of Music Supervisors Awards     | 2017 | Legjobb dal írott televíziós műsorban                   | David Bowie, AURORA, Manish Raval, Tom Wolfe, Jonathan Leahy ("Life on Mars")                                            | Jelölve  | [ 35 ] |
| Guild of Music Supervisors Awards     | 2018 | Legjobb zene vígjáték- vagy musicalsorozatban           | Manish Raval, Tom Wolfe, Jonathan Leahy                                                                                  | Jelölve  | [ 36 ] |
| Guild of Music Supervisors Awards     | 2018 | Legjobb dal írott televíziós műsorban                   | Julia Michaels, Jack Antonoff, Manish Raval, Tom Wolfe, Jonathan Leahy (for "How Do We Get Back to Love")                | Jelölve  | [ 36 ] |
| New Media Filmfesztivál               | 2015 | Fesztiváldíj                                            | Csajok | Jelölve  | [ 37 ] |
| People’s Choice Awards                | 2014 | Az év prémium kábeles drámaműsora                       | Csajok | Jelölve  | [ 38 ] |
| Primetime Emmy-díj                    | 2012 | Legjobb vígjátéksorozat                                 | Csajok | Jelölve  | [ 39 ] |
| Primetime Emmy-díj                    | 2012 | Legjobb női főszereplő (vígjátéksorozat)                | Lena Dunham ("She Did")                                                                                                  | Jelölve  | [ 39 ] |
| Primetime Emmy-díj                    | 2012 | Legjobb rendezés (vígjátéksorozat)                      | Lena Dunham ("She Did")                                                                                                  | Jelölve  | [ 39 ] |
| Primetime Emmy-díj                    | 2012 | Legjobb forgatókönyv (vígjátéksorozat)                  | Lena Dunham ("Pilot") | Jelölve  | [ 39 ] |
| Primetime Emmy-díj                    | 2013 | Legjobb vígjátéksorozat                                 | Csajok | Jelölve  | [ 39 ] |
| Primetime Emmy-díj                    | 2013 | Legjobb női főszereplő (vígjátéksorozat)                | Lena Dunham ("Bad Friend")                                                                                               | Jelölve  | [ 39 ] |
| Primetime Emmy-díj                    | 2013 | Legjobb férfi mellékszereplő (vígjátéksorozat)          | Adam Driver ("It's Back")                                                                                                | Jelölve  | [ 39 ] |
| Primetime Emmy-díj                    | 2013 | Legjobb rendezés (vígjátéksorozat)                      | Lena Dunham (for "On All Fours")                                                                                         | Jelölve  | [ 39 ] |
| Primetime Emmy-díj                    | 2014 | Legjobb női főszereplő (vígjátéksorozat)                | Lena Dunham ("Beach House")                                                                                              | Jelölve  | [ 39 ] |
| Primetime Emmy-díj                    | 2014 | Legjobb férfi mellékszereplő (vígjátéksorozat)          | Adam Driver ("Two Plane Rides")                                                                                          | Jelölve  | [ 39 ] |
| Primetime Emmy-díj                    | 2015 | Legjobb férfi mellékszereplő (vígjátéksorozat)          | Adam Driver ("Close-Up")                                                                                                 | Jelölve  | [ 39 ] |
| Primetime Creative Arts Emmy-díj      | 2012 | Outstanding Casting for a Comedy Series                 | Jennifer Euston | Elnyerte | [ 39 ] |
| Primetime Creative Arts Emmy-díj      | 2013 | Legjobb casting (vígjátéksorozat)                       | Jennifer Euston | Jelölve  | [ 39 ] |
| Primetime Creative Arts Emmy-díj      | 2015 | Legjobb vendégszínésznő (vígjátéksorozat)               | Gaby Hoffmann ("Home Birth")                                                                                             | Jelölve  | [ 39 ] |
| Primetime Creative Arts Emmy-díj      | 2016 | Legjobb vendégszínész (vígjátéksorozat)                 | Peter Scolari ("Good Man")                                                                                               | Elnyerte | [ 39 ] |
| Primetime Creative Arts Emmy-díj      | 2017 | Legjobb vendégszínész (vígjátéksorozat)                 | Riz Ahmed ("All I Ever Wanted")                                                                                          | Jelölve  | [ 39 ] |
| Primetime Creative Arts Emmy-díj      | 2017 | Legjobb vendégszínész (vígjátéksorozat)                 | Matthew Rhys ("American Bitch")                                                                                          | Jelölve  | [ 39 ] |
| Primetime Creative Arts Emmy-díj      | 2017 | Legjobb vendégszínésznő (vígjátéksorozat)               | Becky Ann Baker ("Gummies")                                                                                              | Jelölve  | [ 39 ] |
| Primetime Creative Arts Emmy-díj      | 2017 | Legjobb zenei vezető                                    | Manish Raval, Tom Wolfe, Jonathan Leahy ("Goodbye Tour")                                                                 | Jelölve  | [ 39 ] |
| Robert-díj                            | 2013 | Legjobb külföldi televíziós sorozat                     | Csajok | Jelölve  | [ 40 ] |
| Satellite Award                       | 2012 | Legjobb vígjáték- vagy musicalsorozat                   | Csajok | Jelölve  | [ 41 ] |
| Satellite Award                       | 2012 | Legjobb női főszereplő vígjáték- vagy musicalsorozatban | Lena Dunham | Jelölve  | [ 42 ] |
| Satellite Award                       | 2013 | Legjobb női főszereplő vígjáték- vagy musicalsorozatban | Lena Dunham | Jelölve  | [ 43 ] |
| Television Critics Association Awards | 2012 | Legjobb új műsor                                        | Csajok | Jelölve  | [ 44 ] |
| Television Critics Association Awards | 2012 | Kiemelkedő eredmény vígjátéksorozatban                  | Lena Dunham | Jelölve  | [ 44 ] |
| Television Critics Association Awards | 2013 | Kiemelkedő eredmény vígjátéksorozatban                  | Lena Dunham | Jelölve  | [ 45 ] |
| TV Guide Awards                       | 2013 | Legjobb vígjátéksorozat                                 | Csajok | Jelölve  | [ 46 ] |
| TV Guide Awards                       | 2013 | Legjobb színésznő                                       | Lena Dunham | Jelölve  | [ 46 ] |
| TV Guide Awards                       | 2013 | Legjobb stáb                                            | Csajok | Jelölve  | [ 46 ] |
| Writers Guild of America Awards       | 2013 | Legjobb új sorozat                                      | Judd Apatow, Lesley Arfin, Lena Dunham, Sarah Heyward, Bruce Eric Kaplan, Jenni Konner, Deborah Schoeneman, Dan Sterling | Elnyerte | [ 47 ] |
| Writers Guild of America Awards       | 2013 | Legjobb vígjátéksorozat                                 | Judd Apatow, Lesley Arfin, Lena Dunham, Sarah Heyward, Bruce Eric Kaplan, Jenni Konner, Deborah Schoeneman, Dan Sterling | Jelölve  | [ 47 ] |
| Young Hollywood Awards                | 2014 | Legjobb kémia televíziós sorozatban                     | Csajok | Jelölve  | [ 48 ] |